# Гонсалес, Аслей
Аслей Гонсалес (исп. Asley González Montero; род. 5 сентября 1989, Кайбарьен, Вилья-Клара) — кубинский дзюдоист. Серебряный призёр олимпийских игр (2012), чемпион мира (2013), бронзовый призёр чемпионата мира (2011), серебряный призёр Панамериканских игр (2011, 2015), многократный победитель чемпионата Америки и национального первенства.

## Биография
В 2012 году на летних Олимпийских играх в Лондоне в полуфинале победил российского дзюдоиста Кирилла Денисова, но в финале проиграл корейскому дзюдоисту Сон Дэ Нам, и завоевал серебряную медаль в весовой категории до 90 кг.

## Выступления на Олимпиадах
| Олимпиада   | Дисциплина              | Место    |
| ----------- | ----------------------- | -------- |
| Пекин 2008  | дзюдо, мужчины до 90 кг | 13 место |
| Лондон 2012 | дзюдо, мужчины до 90 кг | 2 место  |